# Ceratozamia mixeorum
Ceratozamia mixeorum — вид голонасінних рослин класу саговникоподібні (Cycadopsida).
Етимологія: вшанування корінних жителів регіону зростання.

## Опис
Стовбур 34–125 см в довжину, 14–18 см діаметром. Листків 15–33 в кроні. Нові паростки яскраво-зелені. Листки темно-зелені, 146—198 см в довжину, з 49–77 фрагментів; черешок 45–85 см завдовжки, озброєний шипами. Фрагменти листків не згруповані, лінійні, симетричні, широкі нижче середини, не серповиді; серединні фрагменти 24–39 см завдовжки, 21–29 мм завширшки. Пилкові шишки жовто-зелені, вузько-яйцювато-циліндричні, довжиною 22–24 см, 7–7,5 см діаметром; плодоніжка довжиною 13.5–15 см. Насіннєві шишки жовто-зелені, яйцювато-циліндричні, довжиною 23–31 см, 12–15 см діаметром; плодоніжка довжиною 12.5–23 см. Насіння яйцеподібне, 25–32 мм, шириною 18–20 мм.

## Поширення, екологія
Країни поширення: Мексика (Оахака). Рослини знаходяться в змішаних вічнозелених і листяних гірських лісах в горах Сьєрра-Міксес на висотах від 1440 м до 1895 м. Росте на сильно затінених східному і західному схилах.

## Загрози та охорона
Цей вид страждає від руйнування місця існування в результаті вирубки лісів, щоб звільнити місце для плантацій кави. Вся місцевість швидко очищається і засаджена майже до вершини піків.